# Jacob de Gheyn III (obraz Rembrandta)
Jacob de Gheyn III, znany również jako Jacob III de Gheyn – obraz olejny z 1632 roku autorstwa holenderskiego malarza Rembrandta.

## Opis obrazu
Portret przedstawia holenderskiego twórcę miedziorytu Jacoba de Gheyn III i należy do pary obrazów. Drugim obrazem w parze jest portret przyjaciela Gheyna, Mauritsa Huygensa, który ma na sobie podobny strój i zwrócony jest w przeciwnym kierunku. Dwójka przyjaciół zleciła Rembrandtowi wykonanie portretów – artysta uczynił to, korzystając z tego samego kawałka dębowej deski. Obrazy nie miały być pokazywane razem, lecz portret Gheyna po jego śmierci został przekazany Huygensowi. Rembrandt użył tego samego kawałka dębowej deski do wykonania swojego autoportretu. Obraz Gheyna i autoportret Rembrandta znajdują się w Londyńskim Dulwich Picture Gallery, natomiast portret Huygensa w Kunsthalle w Hamburgu.
Obraz jest mniejszy niż większość dzieł Rembrandta i mierzy zaledwie 29,9 cm wysokości i 24,9 cm szerokości. Jest odrobinę niższy oraz odrobinę szerszy od portretu Huygensa, który ma 31,1 cm wysokości i 24,5 cm szerokości.

## Kradzieże
Dzieło otrzymało przydomek "Rembrandt na wynos", gdyż w swojej historii zostało skradzione 4 razy – jest to rekordowa liczba kradzieży spośród wszystkich obrazów.
Pomiędzy 14 sierpnia 1981 a 3 września 1981 obraz został skradziony z Dulwich Picture Gallery i odzyskany przez policję po zatrzymaniu czterech podejrzanych w taksówce przetrzymujących ze sobą portret. Następnie odnaleziono dzieło pod ławką na cmentarzu w Streatham, na tylnym bagażniku roweru i w Niemczech – za każdym razem obraz był zwracany anonimowo.